# Mintlyn
Mintlyn var en civil parish 1858–1935 när det uppgick i Bawsey, i grevskapet Norfolk i England. Civil parish var belägen 4 km från King's Lynn och hade 57 invånare år 1931. Byn nämndes i Domedagsboken (Domesday Book) år 1086, och kallades då Meltinga.